# Piper kurzii
Piper kurzii är en pepparväxtart som beskrevs av Henry Nicholas Ridley. Piper kurzii ingår i släktet Piper och familjen pepparväxter. Inga underarter finns listade i Catalogue of Life.